# 7-Zip
7-Zip je brezplačni odprtokodni program, namenjen arhiviranju in stiskanju datotek.
Program deluje na osebnih računalnikih, ki imajo nameščen operacijski sistem Windows Vista, Windows XP, Windows Server ali Windows Server 2003. Večina izvorne kode, v kateri je napisan program 7-zip, je pod dovoljenjem GNU LGPL. Koda, ki jo 7-zip uporablja za arhive rar, tj. unRAR, je pod dovoljenjema GNU LGPL in unRAR.
Razmerja stisljivosti so zelo odvisna od podatkov (datotek), ki jih uporabnik programa arhivira. Načeloma 7-Zip stiska 30 %–70 % bolje v format 7z kot pa v format ZIP.
Program 7-zip se lahko uporablja tudi v sistemih, združljivih z UNIX:
- p7zip za Debian
- p7zip za Fedora Core
- p7zip za Gentoo Linux
- p7zip za AltLinux.org
- p7zip za FreeBSD
- p7zip za Mac OS X
- 7zX za Mac OS X
- p7zip za BeOS
- p7zip za DOS / DJGPP

Osnovna oblika stiskanja je 7z, prav tako zna 7-zip upravljati z naslednjimi datotečnimi formati:
- stiskanje / razširjanje: ZIP, 7z, GZIP, BZIP2 in TAR
- samo razširjanje: CAB, ISO, ARJ, RAR, LZH, CHM, MSI, WIM, Z, CPIO, RPM, NSIS in DEB

Okoli leta 2000 je program 7-zip iz jedra p7zip začel razvijati Igor Pavlov, ki ga še vedno vzdržuje. Napisan je v programskem jeziku C/C++.
7-Zip je bil leta 2007 zmagovalec na podelitvi nagrad spletne strani SourceForge, in sicer kot najboljši projekt in najboljša tehnična izvedba.

## Uporaba programa
Program je v osnovi najbolj primeren za stiskanje in arhiviranje datotek (map, fotografij, datotek, ...). Ker 7-zip uporablja stiskanje 7z, ki je popolnoma nov datotečni format za arhiviranje-dearhiviranje in zagotavlja veliko razmerje stisljivosti, je uporaben za stiskanje večje količine podatkov, ki se po arhiviranju združijo v manjšo datoteko, ki pa ima dosti manjšo velikost in tako zasede manj prostora na podatkovnem mediju.

### Glavne značilnosti
- zelo visok odstotek stiskanja z naprednim formatom 7z, ki uporablja način stiskanja LZMA
- podprti datotečni formati: ZIP, 7z, GZIP, BZIP2 in TAR, CAB, ISO, ARJ, RAR, LZH, CHM, MSI, WIM, Z, CPIO, RPM, NSIS in DEB
- zelo močno šifriranje AES-256 v formatih 7z in ZIP
- EXE Samo-odpakovalna 7z oblika (namesto kreiranja datoteke .7z se kreira datoteka .exe, ki se sama odpakira)
- integracija z ukaznim okoljem MS Windows
- plugin za upravitelja datotek FAR Manager
- zmogljivi program Upravitelj datotek (za dodajanje, ustvarjanje in brisanje datotek v in iz 7z)
- visoka podpora ukazom cmd
- program je preveden v 69 različnih jezikov (vključno s slovenščino)